# 김구 (충헌공)
김구(金構, 1649년~1704년)는 조선 후기의 문신이다. 자는 사긍, 호는 관복재(觀復齋)이다. 본관은 청풍(淸風)으로 아버지는 전라도관찰사 증 영의정 김징이며, 어머니는 함평 이씨 참봉 이의길의 딸이다. 김재로의 아버지이다. 김상로의 숙부이다.

## 생애
현종 10년에 진사가 되었고, 숙종 6년 대과에 급제하여 헌릉참봉에 제수되나 나아가지 않았다. 1682년 장릉참봉으로 있을 때 정시에서 장원으로 급제한 뒤 사헌부·사간원과 예조·병조의 낭관 등을 거쳐 경연관·수찬·승지를 역임하였고, 황해도·충청도·전라도·평안도 관찰사를 거쳐 대사간·강화유수·판결사를 지냈으며, 육조인 공조·형조·병조·예조·호조·이조의 판서를 거쳐 숙종 29년에 우의정에까지 올랐다. 1704년 모친상으로 인한 지나친 슬픔으로 몸을 해쳐 그 해 12월 18일에 55세로 세상을 떠났다.
그는 사헌부와 사간원에 있을 때 노론과 소론의 격렬한 대립을 완화하기 위해 힘썼고, 아무리 번거로운 송사라도 앉은 자리에서 처리하고 오래도록 그것을 기억했다고 한다. 판결사로 있을 때에는 노산군의 복위를 극력으로 주장하여 복위하게 하였고 아울러 노산군 비 송씨의 묘를 능으로 추봉하게 하였다. 또 숙종 27년 장희빈에게 사약을 내린 신사대처분 때에도 홀로 의연히 중론에 반대했을 정도로 임금을 충직하게 섬겼으며, 국왕의 위력에도 굽히지 않고 의리에 따라 처신하였다. 병서와 도가류에 정통했고 문장이 간결했으며 글씨가 힘찼다고 한다. 시호는 충헌(忠憲)이다.

## 가족 관계
- 증조부 : 김인백(金仁伯)
  - 할아버지 : 김극형(金克亨)
    - 아버지 : 김징(金澄)
    - 어머니 : 이의길(李義吉)의 딸
      - 장남 : 김희로(金希魯), 참판(공,호조)
      - 차남 : 김재로(金在魯), 영의정
        - 손자 : 김치인(金致仁), 영의정

      - 사위 : 서명균, 좌의정

    - 아우 : 김유(金楺), 대제학
      - 조카 : 김약로(金若魯), 좌의정
      - 조카 : 김상로(金尙魯), 영의정

## 묘소
서울시 송파구 방이동 몽촌토성(올림픽공원) 내
서울시 유형문화재 제59호
 본 문서에는 서울특별시에서 지식공유 프로젝트를 통해 퍼블릭 도메인으로 공개한 저작물을 기초로 작성된 내용이 포함되어 있습니다.